# Rolf Holmberg
Rolf Holmberg (Gjerpen, 24 de agosto de 1914 - 5 de julho de 1979) foi um futebolista norueguês, medalhista olímpico.

## Carreira
Rolf Holmberg fez parte do elenco medalha de bronze, nos Jogos Olímpicos de 1936.